# Елън Донан
Елън Донан (на английски: Eilean Donan, на шотландски келтски: Eilean Donnáin) е малък остров на езерото Лох Дуих в западните планини на Шотландия. Свързан е с брега посредством пешеходен мост и се намира на около половин миля от село Дорни. Елън Донан („остров Донан“) носи името на Донан от Еиг, келтски светец-мъченик от VII век. Островът е доминиран от живописен замък.
Първоначалният замък е построен през XIII век за отбрана срещу викингите. До късния XIII век той се превръща в крепост на клана Маккензи от Кинтейл (по-късно графове на Сийфорт). През 1511 г. кланът Макрей, като защитници на Маккензи, стават наследствени управители на замъка. През 1539 г. Йън Матесън, вожд на клана Матесън загива, отбранявайки замъка срещу клана Макдоналд от Слийт на страната на клановете Макрей и Маккензи. През 1719 г. замъкът е окупиран от испански войски, опитващи се да вдигнат ново якобитско въстание. Замъкът е разрушен от три фрегати на Кралския флот на 10-13 май 1719 г. Испанските войски са победени месец по-късно в битката при Глен Шиел. Замъкът е възстановен между 1919 и 1932 г. от подполковник Джон Макрей-Гилстрап. Възстановяването включва построяването на мост до острова. Замъкът е един от най-фотографираните монументи в Шотландия и е популярно място за сватбени церемонни и заснемане на филми, включително Шотландски боец (1985), "Капан" ("Entrapment") (1999) и Елизабет: Златният век (2007)

## Галерия
- The castle, seen from the west.
- Eilean Donan castle and some surroundings
- Eilean Donan Castle Bridge
- Looking down the bridge to the castle
- Roll of Honour of Clan Macrae inside Eilean Donan Castle Grounds
- View from inside the castle grounds
- Eilean Donan Castle, June 2010
- Eilean Donan Castle.